# A las buenas y a las malas
A las buenas y a las malas es el quinto trabajo de Rosana, en que hace una crítica a nuestro mundo actual. Lanzado en abril de 2009, bajo el sello de Warner Music.

## Historia y grabación
Tras cuatro de años de no presentar material inédito. La cantante y compositora Rosana presentó su nuevo disco llamado A las buenas y a las malas que como ella define: “Es una crítica actual de nuestro mundo”. Un himno y canto a la vida, lleno de letras profundas y melodías que llegan al alma. 
Para este disco, Rosana escribió y produjo cada una de las 13 canciones que lo forman. Participando también como músico y arreglista en la producción del mismo, quién repitió la fórmula de su primer disco, al lograr un sonido sencillo e intimista. 
Grabado enteramente en España, y masterizado en Los Ángeles, la cantante considera éste, su mejor trabajo, en el que no sólo habla del amor, sino de la paz, de la amistad, de la no violencia y la fe.
Su primer sencillo “Llegaremos a Tiempo”, se convirtió en el sencillo más escuchado de ese año y el tema más vendido en España al poco tiempo de su lanzamiento, por la fuerza de su letra, su armonía, y las ganas de aportar algo a los demás.
A las buenas y a las malas, se lanzó el 14 de abril de 2009, alcanzando el primer lugar en ventas y manteniéndose entre los 10 discos más vendidos de ese año en España.
Con este disco, Rosana inició una gira con 176 actuaciones y presentar su disco en América latina, Europa y Reino Unido, que la llevó a ofrecer conciertos en México, Guatemala, Perú, Colombia, Ecuador, Chile, Argentina y Uruguay entre otros.

## Lista de canciones
| #   | Título                                                                    | Duración |
| --- | ------------------------------------------------------------------------- | -------- |
| 1.  | Llegaremos a tiempo • Música: Rosana Arbelo • Letra: Rosana Arbelo        | 5:30     |
| 2.  | Tú eres mi suerte • Música: Rosana Arbelo • Letra: Rosana Arbelo          | 3:55     |
| 3.  | Hago saber • Música: Rosana Arbelo • Letra: Rosana Arbelo                 | 3:45     |
| 4.  | Vino el sol • Música: Rosana Arbelo • Letra: Rosana Arbelo                | 4:50     |
| 5.  | Demasiado • Música: Rosana Arbelo • Letra: Rosana Arbelo                  | 4:35     |
| 6.  | Lo que quiero y lo que no • Música: Rosana Arbelo • Letra: Rosana Arbelo  | 4:10     |
| 7.  | A las buenas y a las malas • Música: Rosana Arbelo • Letra: Rosana Arbelo | 4:15     |
| 8.  | Para nada • Música: Rosana Arbelo • Letra: Rosana Arbelo                  | 3:22     |
| 9.  | Se fue • Música: Rosana Arbelo • Letra: Rosana Arbelo                     | 4:33     |
| 10. | Aprendí • Música: Rosana Arbelo • Letra: Rosana Arbelo                    | 3:54     |
| 11. | Con viento a favor • Música: Rosana Arbelo • Letra: Rosana Arbelo         | 2:58     |
| 12. | Sirenas de ciudad • Música: Rosana Arbelo • Letra: Rosana Arbelo          | 5:15     |
| 13. | Mañana • Música: Rosana Arbelo • Letra: Rosana Arbelo                     | 3:58     |

## Personal
- Rosana Arbelo – Idea Original, Productor, Guitarra española, Voz principal
- Paco Bastante - bajo
- Sergio Castillo - batería, Shaker, coros
- Antonio García de Diego - teclado, coros
- Carlos Doménech - coros
- Fernando Illán - bajo